# آ هيرونيمية
آ هيرونيمية (الاسم العلمي: Aa hieronymi) هو نوع من النباتات يتبع جنس الآ من الفصيلة السحلبية.